# Cabuna
Cabuna falu Horvátországban Verőce-Drávamente megyében. Közigazgatásilag Suhopoljéhoz tartozik.

## Fekvése
Verőce központjától légvonalban 16, közúton 17 km-re délkeletre, községközpontjától légvonalban 7, közúton 8 km-re délkeletre, Nyugat-Szlavóniában, a Papuk-hegység északi lábánál fekszik. A Drávamenti (Varasd-Eszék) főút és a Zágráb-Eszék vasútvonal is áthalad rajta. Vasútállomása van.

## Története
A települést valószínűleg hercegovinai, kelet-boszniai és montenegrói szerb betelepülők alapították a 17. században a török uralom alól felszabadított területen. Később az ország különböző részeiről horvát telepesek is érkeztek. Az első katonai felmérés térképén „Dorf Czabuna” néven találjuk. Lipszky János 1808-ban Budán kiadott repertóriumában „Czabuna” néven szerepel. Nagy Lajos 1829-ben kiadott művében „Czabuna” néven 52 házzal, 81 katolikus és 220 ortodox vallású lakossal szerepel.
A falu a 18. század közepén a Jankovich család birtoka lett. Területe a család birtokának két részre (a suhopoljei és a vocsini uradalom között) osztása után 1817-ben a vocsini uradalom része maradt. A 19. század második felében a vocsini uradalmat is felosztották és Cabuna uradalmi központ lett. Birtokosa 1919-ig bribiri és vocsini gróf Jankovich I. Aladár volt. Ő építtette 1880 körül uradalmi központként a Jankovich-kastélyt a Papuk-hegység és a Drávamenti-síkság határán. Az uradalom területe rendkívül gazdag és termékeny volt. Akkoriban feljegyezték, hogy évente mintegy ezer fácánt neveltek a vadászat céljára. Európa egyik legkeresettebb lófajtáját, lipicai lovakat is tenyésztettek itt. A család igazgatása alatt a település is nagy fejlődésen ment át. Ebben az időszakban építették fel a plébániatemplomot is.
A település Verőce vármegye Verőcei járásának része volt. 1857-ben 591, 1910-ben 1.184 lakosa volt. 1910-ben a népszámlálás adatai szerint lakosságának 37%-a horvát, 27%-a szerb, 22%-a magyar, 13%-a német anyanyelvű volt. Az I. világháború után 1918-ban az új szerb-horvát-szlovén állam, majd később (1929-ben) Jugoszlávia része lett. 1942-ben megalapították a helyi plébániát. A magyar és német lakosság a II. világháború alatti üldöztetések miatt elmenekült. 1991-ben 130 főnyi lakosságának 67%-a horvát, 22%-a szerb nemzetiségű volt. A délszláv háború idején 1991. november 12-én légitámadás érte a falu határában közlekedő vonatot, melynek következtében a vasúti pályatest és néhány vagon súlyosan megrongálódott. Polgári személyek is sérültek meg a támadásban. 2011-ben a településnek 787 lakosa volt.

## Lakossága
| Lakosság változása | Lakosság változása | Lakosság változása | Lakosság változása | Lakosság változása | Lakosság változása | Lakosság változása | Lakosság változása | Lakosság változása | Lakosság változása | Lakosság változása | Lakosság változása | Lakosság változása | Lakosság változása | Lakosság változása | Lakosság változása |
| ------------------ | ------------------ | ------------------ | ------------------ | ------------------ | ------------------ | ------------------ | ------------------ | ------------------ | ------------------ | ------------------ | ------------------ | ------------------ | ------------------ | ------------------ | ------------------ |
| 1857               | 1869               | 1880               | 1890               | 1900               | 1910               | 1921               | 1931               | 1948               | 1953               | 1961               | 1971               | 1981               | 1991               | 2001               | 2011               |
| 591                | 778                | 894                | 1.018              | 1.188              | 1.184              | 1.122              | 1.229              | 1.137              | 1.118              | 1.164              | 1.153              | 983                | 897                | 897                | 787                |

(1981-ig az 1991-ben különvált Jugovo Polje, 1948-tól 1991-ig a 2001-ben hozzácsatolt Nova Cabuna lakosságával együtt.)

## Nevezetességei
- A Rózsafüzér Királynője tiszteletére szentelt római katolikus plébániatemploma[6] 1906-ban épült historizáló stílusban az 1868-ban épített kápolna helyén. 1907 júniusában eredetileg Szent Klotild tiszteletére szentelték fel. A suhopoljei plébánia filiája volt és csak kéthetente celebráltak szentmisét benne. 1942-ben önálló plébánia székhelye lett.

- A Jankovich-kastélyt[7] 1880 körül építette akkori birtokosa gróf Jankovich I. Aladár klasszicista-historizáló stílusban. A kastély négyszög alaprajzú, emeletes épületként létesült, melyhez később két, merőleges irányú földszinti szárnyat építettek, mely az északnyugati oldalon L, a délkeleti oldalon U alaprajzú volt. A reprezentatív főhomlokzat az egykori díszkert felé nézett. Sajnos az épületről a kellő kutatás hiányában kevés adat áll rendelkezésre. Egykori formája a korabeli fényképek alapján képzelhető el. A kastély környezete már a két világháború között pusztulásnak indult. Végzetét a II. világháború okozta. A háború végén az épület teljesen kiégett és minden berendezése elpusztult. A háború után részben helyreállították, majd az 1970-es években ide költözött az iskola, de a teljes felújítás sohasem történt meg, mert a megyei vezetés nem támogatta. Az épület ma csupasz falakkal, nagyrészt tető nélkül, romosan áll. Környezete teljesen elhanyagolt, benőtte a bozót és a gaz. Hasznosítására terv is készült, mely szerint a felújítás után kórházként működne. Erre a környezete alapján nagyon alkalmas lenne.

- Urunk Színeváltozása tiszteletére szentelt pravoszláv haranglába a falu főutcáján áll. A kis számú pravoszláv hívő a donji meljani parókiához tartozik.

## Oktatás
A településen a suhopoljei elemi iskola alsó tagozatos területi iskolája működik. Az iskola mai épülete 2000-ben épült. Ma mintegy 20 tanulója van.

## Sport
Az NK Techničar Cabuna labdarúgóklubot 1947-ben alapították. Jelenleg a megyei 2. liga keleti csoportjában szerepel.